# Petr Šimerka
Petr Šimerka (* 22. listopadu 1948 Praha) je český právník a politik, v letech 2009–2010 ministr práce a sociálních věcí České republiky ve Fischerově vládě, v letech 2013 až 2015/2016 první náměstek ministra práce a sociálních věcí ČR.

## Osobní život
V roce 1972 ukončil studium Právnické fakulty Univerzity Karlovy v Praze. Prvním zaměstnáním byl Národní výbor hlavního města Prahy, legislativní oddělení. Od roku 1973 působil v Odborovém svazu civilních pracovníků armády se specializací na pracovněprávní agendu. V roce 1987 byl uveden do funkce místopředsedy odborového svazu. Po sametové revoluci byl v lednu 1990 zvolen předsedou svazu, kterým zůstal až do roku 1996. V tomto období (1990-1996) působil také ve funkci člena předsednictva Českomoravské konfederace odborových svazů, v letech 1995–1998 byl zástupcem českých odborářů v Mezinárodní odborové centrále veřejných služeb (EPSU).
Na konci roku 1998 odešel ze svých funkcí v odborech a přešel do státní správy. Stal se náměstkem ministra práce a sociálních věcí, v září 2006 pak státním tajemníkem-náměstkem ministra. Po pádu Topolánkovy vlády na jaře 2009 byl navržen ČSSD do pozice ministra práce a sociálních věcí ČR, kterým byl jmenován 8. května 2009. Funkci zastával do 13. července 2010.
V červnu 2013 mu premiér Jiří Rusnok nabídl znovu místo ministra práce a sociálních věcí ve své vznikající vládě, ale Šimerka nabídku z rodinných důvodů odmítl. Následně přijal od nového ministra Františka Koníčka pozici 1. náměstka ministra. V této funkci zůstal i za ministryně Michaely Marksové a post opustil někdy v letech 2015/2016.
Externě přednáší na PF UK v Praze a je externím členem Vědecké rady Fakulty bezpečnostního inženýrství VŠB-TU v Ostravě. Je ženatý, má dvě dcery.